# Ферлоп (станція метро)
51°35′45″ пн. ш. 0°05′28″ сх. д. / 51.595833° пн. ш. 0.091111° сх. д.
Ферлоп (англ. Fairlop) — станція Центральної лінії Лондонського метрополітену. Станція знаходиться у Ферлоп, Редбрідж, Лондон, у 4-й тарифній зоні, на петлі Гаїнолт між метростанціями — Гаїнолт та Баркінгсайд. В 2018 році пасажирообіг станції — 1.17 млн пасажирів
Конструкція станції — наземна відкрита з двома прямими береговими платформами.

## Історія
- 1 травня 1903: відкриття станції у складі Great Eastern Railway[en][3]
- 29 листопада 1947: друге закриття станції вже у складі London and North Eastern Railway[en].[3]
- 31 травня 1948: відкриття станції у складі Центральної лінії, як кінцевої[3]
- 24 березня 1958: закриття товарної станції[4]

## Послуги
| Попередня станція | Лінія | Лінія                                           | Лінія | Наступна станція |
| ----------------- | ----- | ----------------------------------------------- | ----- | ---------------- |
| Гаїнолт           |       | Лондонське метро Центральна лінія петля Гаїнолт |       | Баркінгсайд      |